# 內爾斯沃思
內爾斯沃思（Nailsworth）是英格蘭格洛斯特郡的一個城市。據2011年英國人口普查，奈爾斯沃思有人口約5,800人。奈爾斯沃思處在A46公路沿線上。